# ميشيل دي بيترو
ميشيل دي بيترو (بالإيطالية: Michele Di Pietro)‏ هو سباح إيطالي، ولد في 11 أكتوبر 1954 في نابولي في إيطاليا.

## وصلات خارجية
- ميشيل دي بيترو على موقع الاتحاد الدولي للسباحة (الإنجليزية)
- ميشيل دي بيترو على موقع أوليمبيديا (الإنجليزية)